# Carlo Balabio
Carlo Balabio, né le 14 avril 1759 à Milan et mort le 8 août 1838 dans cette même ville, est un général de cavalerie italien s'étant distingué au cours des guerres de la Révolution et de l'Empire.

## Biographie

### Débuts de carrière
Carlo Balabio naît à Milan le 14 avril 1759, au sein d'une riche famille de banquiers. Il fait ses études à Monza et à Pavie, où il décroche son diplôme de droit. Avocat à ses débuts, il se reconvertit dans le commerce sur les instances de sa famille et collabore avec le commissaire à l'armée autrichienne d'Italie. L'invasion française de 1796 bouleverse sa carrière : entré dans l'armée, il organise à ses propres frais un détachement de cavalerie, et en l'espace de quatre mois, gagne ses galons de capitaine puis de chef d'escadron.
Au déclenchement de la Deuxième Coalition en 1799, il est officier dans l'armée de la République cisalpine et aide de camp du général Moreau. Le successeur de ce dernier, Joubert, auprès duquel Balabio remplit les mêmes fonctions, est tué le 15 août lors de la bataille de Novi, qui s'achève sur une sévère défaite française. Balabio suit la retraite de l'armée et rejoint à Gênes le général Masséna, dont il devient également l'aide de camp. Il se distingue ensuite lors du siège de la ville, d'avril à juin 1800, ce qui lui vaut d'être promu colonel.

### Général du royaume d'Italie
En 1805, il prend le commandement du 2e régiment de hussards du royaume d'Italie et des guides de la division Pino à l'armée des côtes de l'Océan. À ce titre, il participe à la campagne d'Autriche — notamment à Ulm contre l'armée autrichienne du maréchal Mack — avant de retourner en Italie. C'est à ce moment que le 2e régiment de hussards commandé par Balabio, en garnison à Crémone, change d'arme pour devenir le régiment de dragons italiens Napoleone. Le 1er hussards du colonel Viani, également touché par cette mesure, prend quant à lui la dénomination Della Regina.
En 1806, son régiment est intégré à la 1re brigade de la division Lechi pour prendre part à la conquête du royaume de Naples. Nommé général de brigade, il dirige la cavalerie de la division Pino en 1807 et fait campagne en Poméranie face aux troupes suédoises du roi Gustave IV.
En 1808, il commande la brigade de cavalerie italienne attachée à la division Pino, qui fait partie du 7e corps du général Gouvion-Saint-Cyr opérant en Espagne. Le 16 décembre se déroule la bataille de Cardedeu, entre Saint-Cyr et le général espagnol Reding. Une première attaque des Italiens de Pino ayant échoué, le commandant français lance sur la droite Souham et ses dix bataillons, appuyé au centre par Pino. La ligne espagnole est ébranlée. Saint-Cyr en profite pour donner l'ordre à Balabio de se porter sur la route principale avec la cavalerie légère italienne. La charge est un succès : la colline où les Espagnols se sont retranchés est enlevée, forçant Reding à battre en retraite. Balabio s'illustre ensuite au siège de Gérone, puis à la bataille de Valls le 25 février 1809. Incapable de continuer à assurer ses fonctions, il est remplacé par le général Palombini et est nommé commandant du dépôt-général du département de Lodi. Il est fait chevalier de la Légion d'honneur le 26 juillet 1809.

### Dernières fonctions
Le 23 novembre 1811, Balabio est fait inspecteur-général de la cavalerie. Celle du royaume d'Italie ayant presque entièrement fondu dans les neiges de Russie à l'occasion de la campagne de 1812, Balabio est chargé de réorganiser les survivants en vue de la campagne d'Allemagne. Il réside à Mantoue à la fin de la guerre, puis prend sa retraite avec le grade de général-major. Il meurt dans la quasi-pauvreté à Milan, le 8 août 1838.

## Sources
- « Cote LH/96/13 », base Léonore, ministère français de la Culture